# قره‌دیرناق
قره‌دیرناق (به لاتین: Qaradırnaq) یک منطقه مسکونی در جمهوری آذربایجان است که در شهرستان بردع واقع شده است. قره‌دیرناق ۶۳۳ نفر جمعیت دارد.